# 英国下议院
英國下議院（英語：House of Commons of the United Kingdom），直譯為庶民院或平民院，是英國國會的下議院，與君主、作為上院的上議院共同組成國會，且為三者中最具影響力部分。下議院是一個透過民主選舉產生的機構，目前內有650名成員，稱為國會議員，常用的英文簡寫則是「MP」（Members of Parliament）。下議院議員是經由單議席單票制選出，國會每屆不可長於5年，5年之內就要宣佈解散。而國會解散之時，也就是下議院議員任期的終結。首相有權向君主要求提前解散下議院以舉行選舉。每一位下議院議員都是由一個選區的選民選出，議員當選後，也就在議會代表該選區。現今聯合王國政府的內閣閣臣，絕大部份皆來自下議院，而自1902年起，歷任的首相也同樣是下議院議員。惟在1963年的時候，來自上議院的亞歷克·道格拉斯-休姆伯爵獲任命為英國首相，不過，他在任命後不久，即放棄貴族爵位，並成功以亞歷克·道格拉斯-休姆爵士之身份選入下議院。
下議院大約在14世紀出現，並且一直延續至今。在歷史上，下議院的權力曾遠遜於上議院。然而時至今日，下議院在兩院中佔主導地位。現時下議院的立法權力能夠超越上議院，而根據《1911年國會法令》（Parliament Act 1911），上院駁回大部份法案的權力被削減為僅僅拖延法案通過。此外，英國政府亦需要向下議院負責，首相如果失去下議院的支持，就要下野。
下議院之官式全稱為「尊貴的與會大不列顛及北愛爾蘭聯合王國下議院議員」（The Honourable the Commons of the United Kingdom of Great Britain and Northern Ireland in Parliament assembled）。坊間一直以為，下議院的英文「House of Commons」中，「Commons」一字乃來自英文「commoners」（解為「庶民」），反映下議院議員盡皆庶民出身，以區別由貴族所掌的上議院。不過，這種解釋背後沒有史實支持，其實「Commons」一字語出諾曼法語的「communes」，意指議員們所代表的地區，具地理意味。上、下兩議院皆設於倫敦西敏市西敏宮內，而每次會議時，議事廳內必置有一權杖，以彰顯王權。
下議院的有關資料現存放於下議院圖書館。

## 歷史
在中世紀時期，如今的聯合王國是分成三個王國，分別為英格蘭、蘇格蘭與愛爾蘭，其中三個王國也分別有自己的議會。1707年聯合法令將英格蘭議會與蘇格蘭議會（Parliament of Scotland）合併成為大不列顛議會（Parliament of Great Britain），在1801年所通過的聯合法案再將愛爾蘭議會（Parliament of Ireland）合併，成立了今日的英國國會。

### 早期議會
英格蘭議會的起源可追寻到盎格鲁-撒克逊时期。盎格鲁-撒克逊国王通常由賢人會議辅佐，賢人會議通常由国王的儿子和兄弟组成。郡長（earldormen），或各郡的行政及司法长官，以及高级神职人员在賢人會議同样拥有席位。国王仍拥有最终权力，但法律與國家內外的重大決策却只能通过寻求賢人會議的建议（以及后期的賢人會議同意）而制定。
1066年威廉一世将其法蘭西王國的封建制度带到英格兰。随后他便将土地赐予其重要的军事支持者，这些人又将土地赠与他们的支持者，从而形成一套封建等级制度。那些直接从国王手中得到土地的人被称为领主，而他们的领地被称为采邑。威廉一世是一位专制君主，但他在制定法律之前也要向大會議（Magnum Concilium；由领主、國王宮廷的高級官員與擁有國王土地的神职人员组成）或御前會議（Curia regis；由在宮廷的權貴與宮廷官員组成）寻求咨询。

### 英格蘭議會

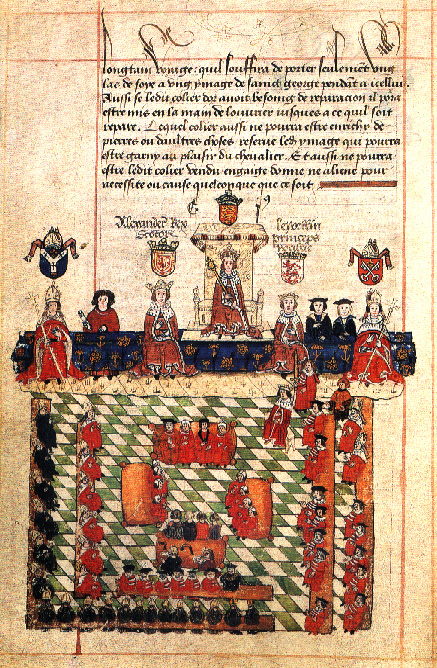
愛德華一世出席議會，右國王側為靈職議員，左側為俗職議員，中央為法官與司法官。約1278年。

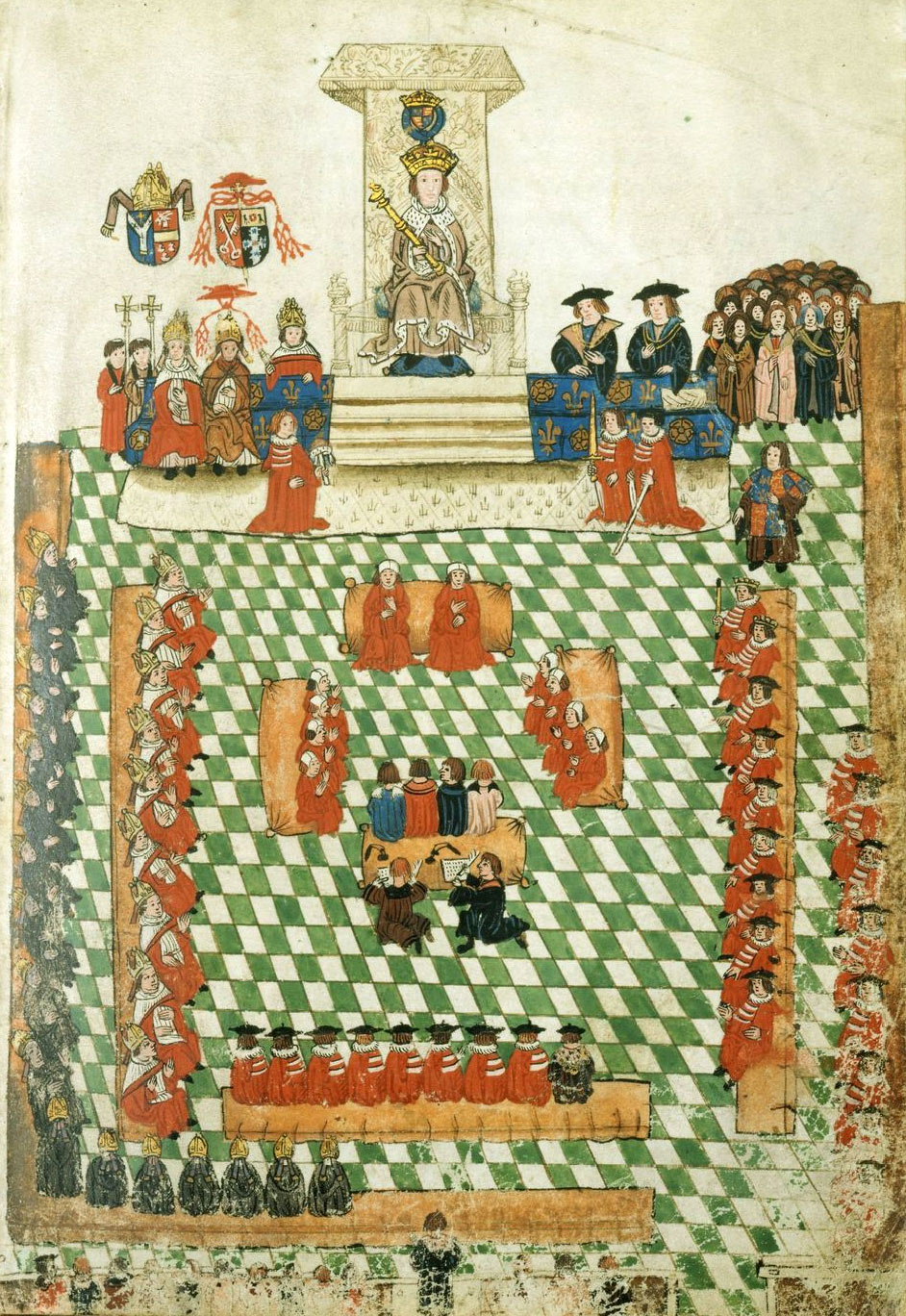
亨利八世出席議會。約1523年。

英格蘭國會自御前會議衍生而來。這種會期不長的會議通常由神職人員、貴族、 與各郡代表（其後又加入各自治市（borough）代表）組合而成，而會議的主要任務則是通過由君主倡收的新稅項。不過，在不少時候，會議於通過稅款前多會要求先彌補人民的不滿，立法權力遂由此衍釋。
1295年愛德華一世召開模範議會，被視為往後議會的經典範例。在會議中各自治市（包括市鎮和城市）的代表首次獲准參加議會；自此以後，每郡都會派兩名騎士出席議會，而每自治市則派出兩名自治市市民，以作自治市之代表。最初，自治市代表基本上是毫無權力可言的，相較之下，每郡在議會中有固定的席位，但是自治市在議會擁有議席與否，卻全憑君主的愛憎喜惡，假若某自治市的代表議員顯露出獨立之意向，那他所代表的自治市便很大機會被排除於議會之外。至於騎士的地位，則比自治市代表要好，不過由於議會初期實行一院制，所以他們的力量始終不及議會中的貴族與神職人員。在愛德華三世在位期間（1327年－1377年），議會進一步實行兩院制，分為騎士與自治市代表組成的下議院，與神職人員與貴族組成的上議院。
雖則下議院位在君主與上議院之下，但早年的下議院也非一事無成的。在1376年召開的優良議會（Good Parliament）中，下議院議長彼得·德·拉·梅爾（Peter de la Mare）就曾公然批評賦稅太重，要求核查皇室資產，另外又抨擊君主管理軍隊不善；至於下議院亦彈劾過君主身邊的侍臣。雖然這位抱不平的議長不久就因此身陷囹圄，但未幾愛德華三世駕崩後，他就得到獲釋。理查二世是愛德華三世的繼任君主，在位期間下議院也曾經彈劾過一些皇室侍臣；這些下議院議員更提出，下議院應不止於管理稅收，公共開支也應由下議院管理。在當時，儘管下議院權力的確有所增長，但比起上議院和君主，其權力仍然是相形見絀。
歷經15世紀晚期的一連串內戰，君主的影響力與日俱增，而貴族的權力則不斷被削弱。在這些年頭中，上議院與下議院的權力亦同樣進一步萎縮，而君主絕對而無上的權威則主導了國家。到了16世紀都鐸王朝期間，君主的權力更達到了頂峰極致，可是一踏入1603年，即斯圖亞特王朝開始統治以後，君主的權力即從頂端走進下坡。在首兩任斯圖亞特王朝的君主，即詹姆士一世與查理一世的統治期間（1603年－1649年），他們皆曾經在稅收、宗教和皇室權力等議題上與下議院爆發衝突。
在查理一世在位期間（1625年－1649年），君主與議會的關係陷入了無可修補的地步，最終更引發了英國內戰。在1649年1月30日，查理一世被斬首，君主被廢除。3月19日，國會通過法令廢止上議院。
法令宣稱：
The Commons of England [find] by too long experience that the House of Lords is useless and dangerous to the people of England.

（漢譯：英格蘭各界長久以來體驗到上議院無益且危害英格蘭人民。）

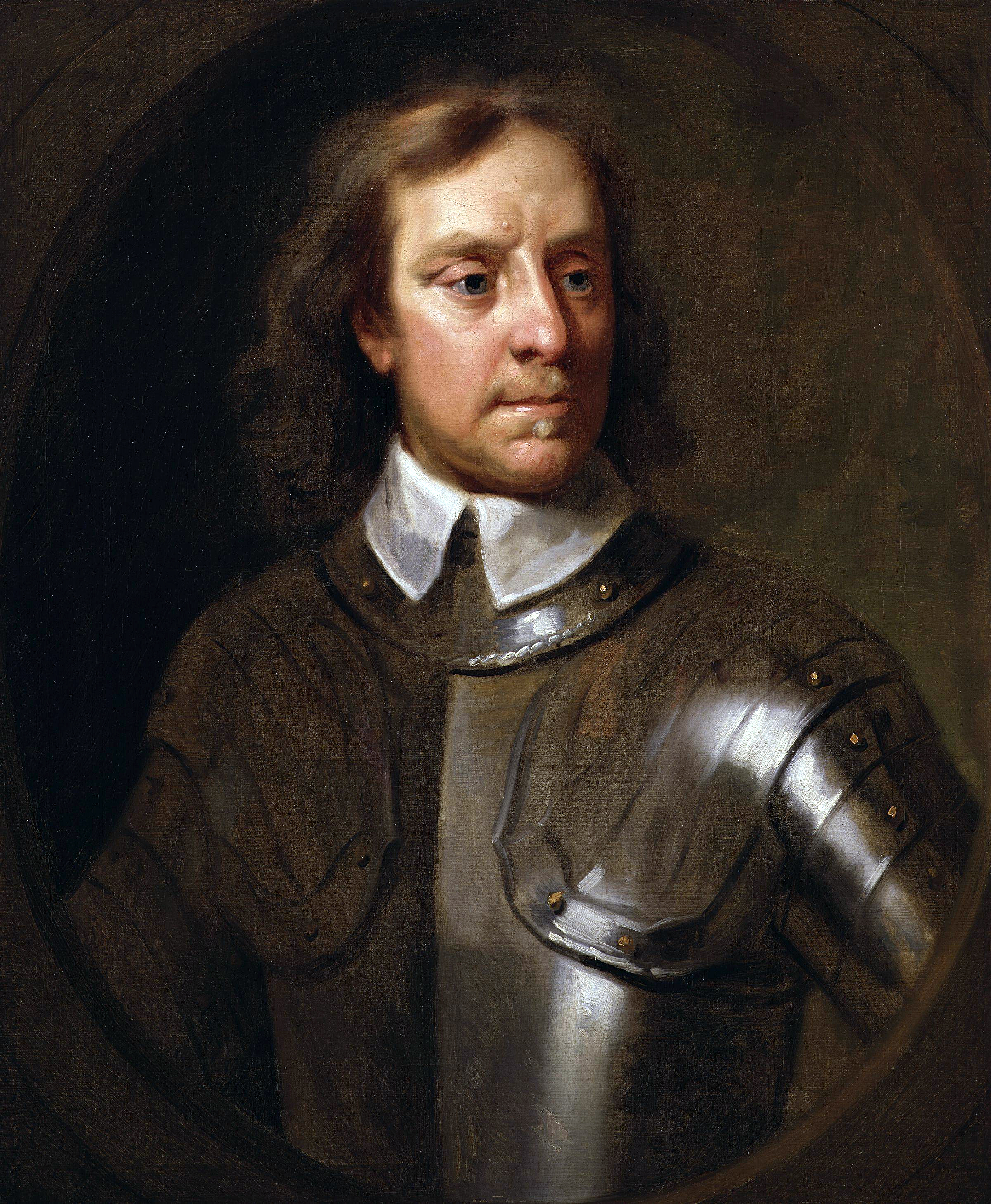
奧利弗·克伦威尔，曾任剑桥與亨丁顿選區議員。

此後，下議院理論上雖然成為了至高無上的機構，但事實上全國盡皆緊控於奧利弗·克倫威爾的軍事獨裁之中，到1653年，克倫威爾復將國會完全廢除。
然而，在1660年克倫威爾死後，君主制復辟，而上議院與下議院亦得而重新召開。君主復辟以後，君主的影響力已無復於昔時，到1688年，詹姆斯二世因光榮革命出走以後，君主權力更形削減。

### 大不列顛議會
在18世紀議會最顯著的改變，要算是首相一職的發展。後來在1782年，時任托利黨首相腓特烈·諾斯因為未能帶領大不列顛王國在美國獨立戰爭中取得勝利，結果遭議會通過不信任動議，使之被迫下野。此事反映出一個政府倘若不獲國會的支持，就要垮台，而這也正是今日人們對民主政府的看法。不過另邊廂，儘管人們常認為政府一定要得到下議院的支持，但這其實是近代所發展開來的。同樣地，首相出身下議院的慣例，也絕不是早於18世紀就出現的。

### 19世紀

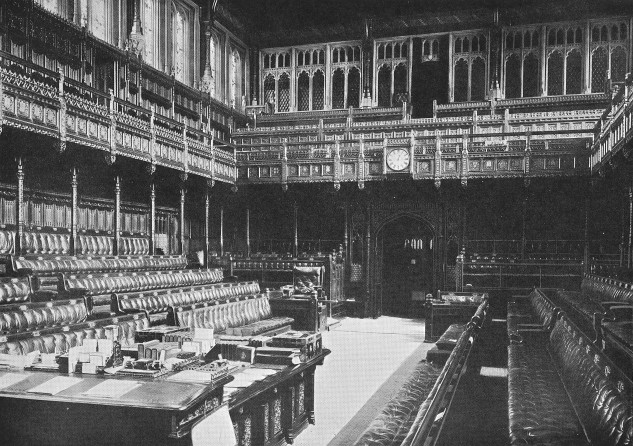
圖為1851年的下議院議事廳。此廳由查爾斯·巴里所設計，在第二次世界大戰期間曾遭納粹德國空軍的空襲，損毀嚴重。戰後議事廳獲得重建，巴里爵士主要的設計大抵上得以修復。

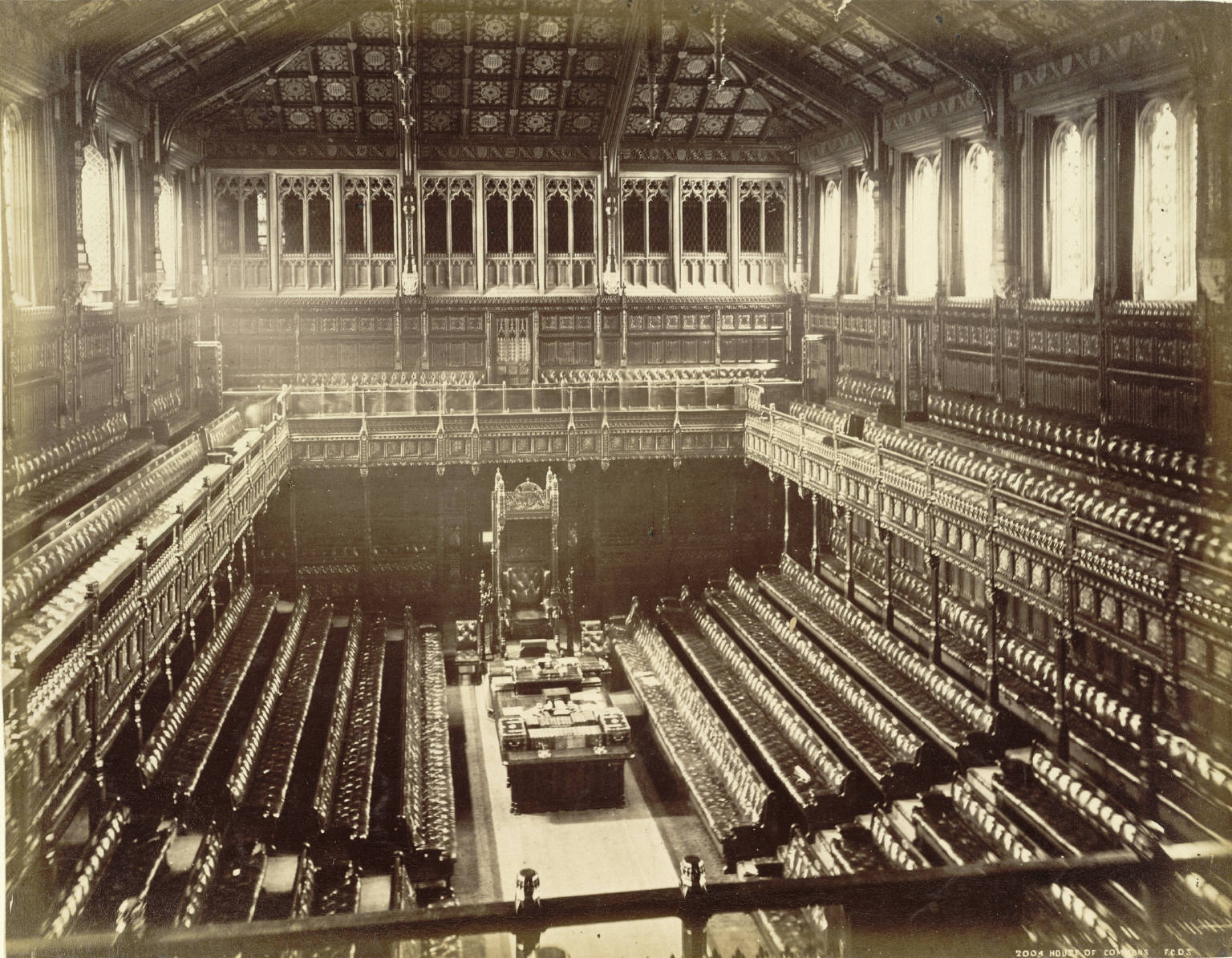
約1870年～1885年的下議院，由議事廳南側向北方拍攝。

踏入19世紀以後，下議院曾經歷過大規模的改革。在改革以前，君主擁有特權去給予或褫奪一個自治市的選舉權，這使一些不符自治市資格的地方也獲得相當於自治市的選舉權，因而做成了相當嚴重的混亂。此外，自1660年以來，由於選區的範圍未曾重整過，結果一些原是人口相當的選區，到19世紀時已經人口銳減，但按慣例每個選區卻仍可選出兩名下議院議員。這些被過份代表的選區在當時被戲稱腐敗選區，而當中最著名的要算老沙倫（Old Sarum）選區和鄧尼奇（Dunwich）選區，這兩個選區，一個人口只有6人，另外一個更已經陸沉大海，惟它們卻仍可在下議院各佔兩個議席。相反，好幾個像曼徹斯特這樣的工業城鎮，在下議院內連一名代表全城的議員都沒有，選民往往只能選出代表郡的議員。此外，當時還有一些口袋選區（pocket borough），這些小選區多被地主貴族操控，他們大多內定出候選人，然後再由選民「選出」。
在1831年，下議院通過了《改革法案》（Reform Bill），以求糾正上述的種種亂局，但是上議院起先卻不願通過法案。時任首相查爾斯·格雷遂即建議威廉四世大量冊封支持改革的人士為貴族，以便法案在上院通過。經過一番風波後，威廉四世終決定接納格雷的建議，惟建議在付諸實行前夕，上議院改變初衷，於1832年正式通過法案。這份法令世稱《1832年改革法令》（Reform Act 1832），又名《大改革法令》（Great Reform Act）。根據法令，所有腐敗選區盡皆廢除，各自治市的投票規則統一，至於人口眾多的城鎮則直接在下議院擁有議席，但不少口袋選區卻獲得保留。在法令通過以後，下議院變得日益獨斷，而上議院的影響力則在這次改革法令危機中受到損害。此後，對於一些在下議院獲得大比數通過的法令，提到上議院時，儘管上議院有意否決法令，但也得三思而行。就是在這時開始，首相必須得到下議院支持才可留任的看法，漸成為人所接受的政治原則。
自《1832年改革法令》通過以後，國會在19世紀後半期還進利過一系列的改革。根據《1867年改革法令》（Reform Act 1867），自治市選民之財產下限獲得調低；部份人口較少的自治市，在下議院的席位亦按比例削減；另外一些新興的工業城市亦獲分配得下議院議席。而後來的《1884年人民代表法令》（Representation of the People Act 1884），郡選民的財產下限也獲得調低，使選民總數得以進一步擴充。另根據《1885年議席重新分配法令》，絕大部份「一區多席」的選區被改成「一區一席」。

### 20世紀至今
下議院踏入20世紀後不久，又進行了重大的轉變。在1908年，時任首相赫伯特·阿斯奎斯的自由黨政府提出數項社會福利計劃，這些計劃以再加上與德國間昂貴的軍備競賽，迫使聯合王國政府須以加稅的方式籌措財源。到1909年，財政大臣戴維·勞合·喬治提出人民預算（People's Budget），建議對富有的地主開徵新稅。這項不受歡迎的法令，在保守黨主導的上議院中受挫。上議院的權勢因此成為其後大選選戰的主要議題，自由黨於1910年1月再度勝選獲得政權，阿斯奎斯於是提案嚴格限制上議院的權力。其進程曾因愛德華七世駕崩而延遲，但於新君喬治五世即位後不久重新提案。在1910年12月的大選後，阿斯奎斯確定了限制上議院權力的法案必獲下議院通過。在上議院投票前，喬治五世同意了首相的建議，若果上議院不通過此案，將會有500名新冊封的自由黨籍貴族湧入上議院（即1832年用以迫使上議院默許改革法令的相同策略）。結果，《1911年國會法令》（Parliament Act 1911）迅速生效，改變了兩院擁有相等立法權的情況。法令通過後，上議院失去對議案的否決權，只保留下拖延的權利，此外，絕大部份的法令都不可在上議院擱置超過三個會期或兩個曆法年度（《1949年國會法令》（Parliament Act 1949）通過後更減至兩個會期或一個曆法年度），而預算案更不可擱置超過一個月。經此事以後，不論是理論上還是實際上，下議院都成為國會中較具影響力的一方。
自17世紀開始，國會議員之職是沒有酬勞的，絕大部份的議員都依靠自己的私人收入，或由富有的贊助人資助生計。至於早期的工黨國會議員就曾由工會發放薪金，但未幾即於1910年被上議院裁定為非法。上議院的裁決，終促使《1911年國會法令》（Parliament Act 1911）通過向議員發放薪俸。但值得一提的是，在政府出仕的國會議員，則一直是受薪的。

## 角色

### 與政府的關係
雖然下議院不會直接選出英國首相，但該院的各黨派勢力卻往往對首相人選起關鍵性影響。
按照慣例，政府必須向下議院負責，並且要獲得大多數國會議員（即下議院議員）的信任。因此，在大選中贏得下議院多數議席的政黨或政治聯盟，才可以籌組下屆政府。再者，每逢首相一職出現懸缺時，君主所委任的新首相必須是一位得到下議院大多數議員支持的人。此人往往是該院的最大黨黨魁，而且必然是來自下議院。
假若下議院對政府失去信心，大多數議員則會通過否決信任動議或通過不信任動議。信任與不信任動議的內容，常常會使用諸如「本院對（國王\女王）陛下政府盡失信心」一類明確而不客氣的語調（雖然有時語調會比較客氣）。再者，如果下議院反對一些屬於重要政府法案或動議（例如財政預算案），亦會使政府難堪及被視為表達向對政府失去信任。這時，首相有兩個選項：引領所有政府大臣辭職（俗稱倒台），或者，向君主提請解散國會並舉行提前大選。
一般而言，首相有權在君主的許可下隨時解散國會，並自行擇日舉行大選。在選擇日子時，首相多會作出政治上的考慮，以求一個最有利其政黨的日子。然而，每屆國會均不可長於5年，期滿就會自動解散。不過兩院可透過共同通過法令的方式延長國會任期，而這種情況在兩次世界大戰時期都曾出現過。惟在現實上，國會在5年後期滿自動解散是極為罕見的事，因為按照慣例，國會通常在任期屆滿的限期之前就已經被解散了。
不論是國會任期已屆5年、政府失去下議院的信任，還是首相自動提出，下議院都會被解散，然後舉行大選。若在大選後，首相所屬政黨仍然是下議院的多數黨，那麼首相就可以繼續留任；不過，若其政黨在大選失去多數優勢，首相就要被迫辭職，好讓君主委任出新首相。然而，即使首相沒有在選舉中失利，他卻仍然有權利辭職（如以個人健康為理由）；在這種情況下，其接任人選則是其所屬政黨的新黨魁。不過，直到1965年以前，保守黨沒有一套機制以選出黨魁，結果在1957年，由於時任首相艾登爵士辭職時沒有交代繼任人選，以致保守黨沒法提名出繼任人。最終要在英皇徵詢官員以後，才委任麥美倫出任首相，而麥美倫則順理成章地同時出任該黨黨魁。
按照慣例，政府所有政治任命的官員都必須是上院或下議院的議員。雖然不時也會有國會外的人士獲得政治任命，但他們之後大抵上會透過下議院補選或封爵而進入議會。自1902年以來，歷任首相盡皆下議院出身，惟在1963年的時候，來自上院的休姆伯爵獲任命為英國首相，不過，他在任命後不久，即放棄了貴族爵位，並成功以亞歷克·道格拉斯-休姆爵士之身份選入下議院。

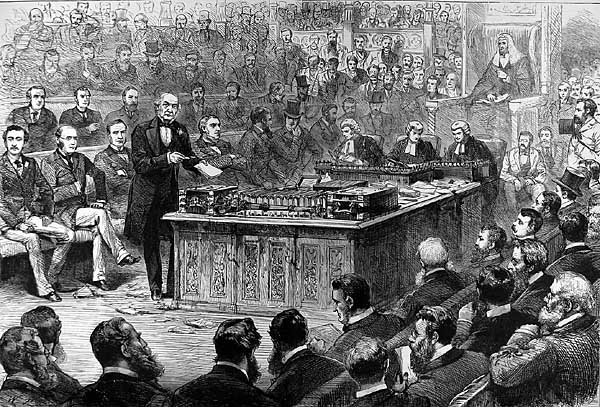
時任首相威廉·格萊斯頓（左方站立者）在下議院發言之情形。

在現代而言，大部份的政治任命官員都是來自下議院，而非上院。而自卡靈頓勳爵於1982年辭去外務大臣一職以後，內閣的主要官職亦僅餘下掌璽大臣、大法官與上議院領袖三職繼續由上院議員出任；及後在2007年6月，下議院議員施仲宏破天荒地出任大法官，使上院議員出任主要閣員之機會更形減少。不過，上院議員則仍有繼續獲委任中級內閣閣員，比如國防大臣與國際發展大臣一類的職位就仍然有貴族出任。由於上院議員非由選舉產生，相較於以選舉產生的下議院議員，下議院議員民意基礎較大，所以通常以下議院議員出任官位更具認受性。儘管所有正式的政治任免皆由君主負責，但事實上人選是由首相制定的；而他更可隨時對政治任命的官員進行任免。
另一方面，下議院大抵上會透過「首相問題時間」（Prime Minister's Questions）來監察政府。「問題時間」是議會一段讓下議院議員提問政府閣員和首相的時間，自1997年來問題時間在逢星期三舉行，大約歷時30分鐘。在這些問題時間中，議員所問的問題，必須環繞該官員在所屬政府部門的活動，而不是所屬政黨的黨務或所屬選區的事務，而不少時間均是首相和反對黨領袖的對答。而傳統上，執政黨與反對黨議員也會在答問環節中輪流發問。另在答問環節中，議員除可以口頭發問外，更可以書面發問。
在實際層面而言，下議院本身對政府的監察始終是頗為有限的。基於多數制投票被應用於選舉之中，執政黨大多會在下議院取得大幅度的多數優勢單獨執政，從而使執政黨更不願意與其他政黨合作。再加上現代的英國政黨組織嚴密，個別議員的自由度十分有限，所以綜觀整個20世紀，歷屆政府亦只曾經3次遭下議院通過不信任動議（1924年2次，1979年1次）。然而，後坐議員的「叛亂」卻是不容忽視的，如果後坐議員與所屬政黨持相反意見，將有機會使議案流產（如《2006年恐怖主義法令》）。惟相較於前文提及過的專責委員會，後坐議員的監察力量仍算是相形見絀的。
現今下議院技術上仍然保留有彈劾失當皇室官員（以至於包括公職人員以外的任何人士）的權力，以警懲犯事者。彈劾案由下議院提出，上議院審議，經上議院簡單多數通過便可定讞。惟彈劾權基本上已停止採用，並為其他如不信任動議的方法所取代。至於歷史上最近一宗彈劾案則為1806年的亨利·丹達斯，第一代梅爾維爾子爵（Henry Dundas, 1st Viscount Melville）案。

### 立法職能

#### 议案的提出

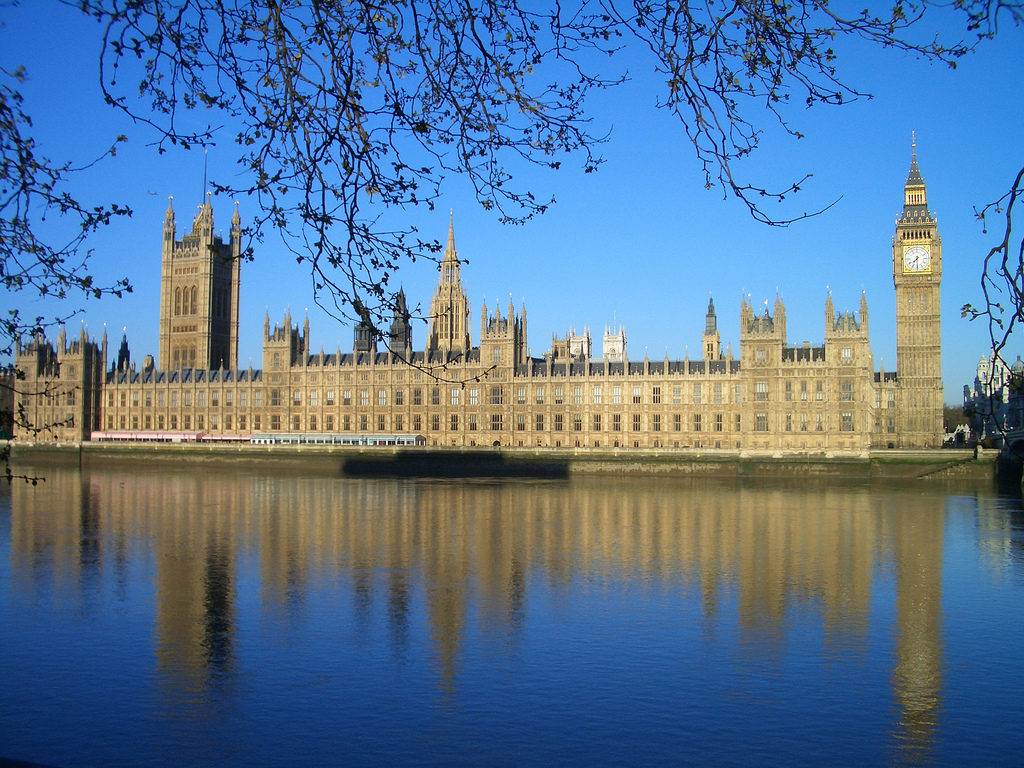
下議院於西敏宮大廳召開會議。

儘管兩院均有權提出議案，但具爭議性的議案一般會由下議院提出；而上院則負責提出次要的議案，以好使兩院的議事議程得到平均的分配。
在《國會法令》的確保下，下議院對立法事務擁有至高無上的權力，而他們提出的某幾類議案更可以不經上議院的同意，直接獲得御准。另外，當上院審議來自下議院有關金錢的議案時（意指下議院議長認為關係全國稅收或公共款項的議案），其過程絕不可拖延超過一個月。其次，上院亦不可延遲通過下議院其他大部份的公共議案超過兩個國會會期或一年。不過，如果下議院通過法令以延長5年一屆之國會，就須先經上院同意，方才生效。
依據一個比國會法令還要古老的習俗，下議院對財政事務是擁有無上權力的，而亦只有下議院，才有權力提出關於稅收或供應的議案。此外，上院也被禁止對議案進行修訂，以防稅收或供應議案作出限制，不過，事實上，下議院往往也會放棄這點權力，讓上院進行一定的修訂。另根據索爾斯伯利慣例，上院也不會試圖反對列於政府競選宣言內之法令。

#### 议案的通过
英国下议院乃至整个国会对于一般法案的处理程序被称为“三读流程”。
- 一读阶段：主要是议案的形式性提出，在此阶段不需要辩论。
- 二读阶段：二读阶段是对议案的原则性问题进行辩论的阶段，通常由政府的发言人或者对此议案负责的議員开始辩论，接着在野党以及其他反对党的议员对此进行反驳或给出他们的观点[3]。辩论结束后议员通过投票表决来决定是否通过二读，下议院中以呼声的形式进行投票，即议长通过判断赞成（Aye）或反对（No）的声音大小来确定，如果议长对自己的裁决没有把握，或是议员提出质疑，则议员们将通过分立来表决。议长通常不参与表决，但当投票结果出现平局时，议长会投出关键性的一票。[4]
- 委员会阶段：对议案的详细审议将在这个阶段进行，此阶段中，法案被交送至指定的委员会进行逐条审议与表决。在此阶段中，首相及其他非該委员会的国会议员不得参与议案的修稿或者提出修正案，仅該委员会的意愿可以对议案进行修正、表决。
- 报告阶段：此阶段，草案回到它被提出的委员会，所有议员可以对指定委员会修正过后的草案进行讨论和修正，此過程以辩论的形式进行。
- 三读阶段：最终决定此议案是否通过的阶段，此阶段不得辩论、不得提出修正案。此阶段若通过，议案将付诸上议院进行审议。

## 議員及選舉

### 大選
現時每一名國會議員均代表一個小選區，但在19世紀改革以前，情況卻不是這樣的。在昔日，選區與人口的多寡沒有十分大的關係，每郡和每自治鎮在擁有固定的邊界下，其選區絕大部份都由兩名國會議員代表。遲至《1832年改革法令》通過後，議席才得到較平均的分配。後來1885年的國會改革中，絕大部份「一區兩席」的選區被改為「一區一席」，到1948年，僅存下來的「一區兩席」選區亦全數廢除。而在同年，所有的大學選區亦被廢止，這些選區的作用，則主要是讓牛津、劍橋和蘇格蘭一類古老的大學在下議院有發言權。因此，自此以後，下議院的所有選區均只選出一名的下議院議員。當然，從技術層面說，現今下議院選區依然有郡選區和自治市鎮選區之分，不過其分別僅限於限制候選人競選經費之多與寡。
下議院選區的邊界是由四個常任和獨立的邊界委員會所訂定的。這四個邊界委員會分別代表英格蘭、威爾斯、蘇格蘭和北愛爾蘭。一般而言，選區邊界是按照人口與法規而訂定的。按規定，英格蘭、蘇格蘭和威爾斯必須擁有大約合共613個選區，其中威爾斯不可少於35個，另外北愛爾蘭的選區數目則要介於16至18個。邊界委員會大約每8至12年就會對所以選區邊界進行一次全面性評估，而中期評估亦會按時進行。在訂定選區邊界時，委員會通常都會參考地方政府的邊界，但為免選區與選區之間的人口數目出現重大差距，選區邊界亦可與地方政府邊界出現明顯差別。委員會訂定邊界後，須經國會批准方才生效，不過委員會卻可以拒絕國會提出的修訂。值得一提的是，現時這四個邊界委員會即將收歸到在2000年成立的選舉委員會，而現時英國共有650個選區，其中英格蘭有533個、威爾斯有40個、蘇格蘭有59個，而北愛爾蘭有18個。
每當君主解散國會，大選就會舉行。在甚麼時候解散國會，往往是由首相決定（見與政府關係一段），然而，每屆國會不可長於5年，除非上、下兩院一致通過法令將之延長，而該法令亦必須獲得御准方會生效。即使國會任期得到延長，但上議院仍然保留權利將法令否決。
大選的投票日期是由首相決定的，但傳統上，投票日通常都在星期二。在候選人資格方面，任何未成年人士、上議院議員、囚犯和精神失常者均不可參選；所有候選人都須要提交提名文件，內面要附有10名來自候選人出選選區的居民簽名。此外，所有候選人亦要繳交500英鎊的按金，才准參選。收取按金，是為免有無聊人士搗亂，而只有取得選區總投票數百份之五或以上的候選人，方可取回按金。在大選中，每一選區選出一名議員，方法則採用得票最多者當選投票制，這意味擁有最多票的候選人才可勝出。至於投票人方面，每名投票者只可在一個選區中投票，而他必須要是英國居民，並需要擁有英國公民、英國海外領土公民、愛爾蘭共和國公民或英聯邦成員國公民之身份，才有權投票。此外，任何居於外地的英國公民都有權在遷居海外後的首15年投票。

### 議員終止職務與補選
一旦當選，國會議員就會一直供職至國會解散為止。不過，如果國會議員逝世或不再符合資格（見資格一段）的話，那其議席就會懸缺。另外，下議院亦有權力開除議員，但這只適用於議員嚴重失職，或議員參與刑事犯罪活動之情況。議員的議席若果出現懸缺，議席所屬選區就會舉行補選，以選出新的議員，而補選所採的選舉方法，則與大選無異。
理論上，下議院的議員因為國會的規定，不能以任何理由從下議院辭職。但是，根據《1701年皇位繼承法令》（Act of Settlement），一個議員一旦出任一些由皇室發放工資的職位，就不可以繼續擔任國會議員的職位。所以，國會議員如果想辭職的話，就會向第二財政大臣（財相）申請擔任無供給的皇室官職—齊爾滕百戶或諾斯特莊園皇室管家兼郡副司法長官，而財相按慣例必然批准申請，從而促成議席空缺並遊行補選。

### 銜頭
儘管上議院是國會的一份子，但「國會議員」（Member of Parliament）一詞卻僅指下議院的議員；凡國會議員者，均可在其英文姓名後加上字樣（如「白高敦議員」/）。國會議員每年基本可得薪酬59,095英鎊，並且按額外的官位上調薪酬（如兼任下議院議長的議員）。除薪金以外，國會議員也可取得津貼；現時平均每名議員可取得介於100,000英鎊至150,000英鎊的津貼，以花費於和議員工作有關的事情上（如議員辦公室開支、郵費和往來國會的交通費）。此外，對於來自倫敦以外的國會議員而言，他們更可取得津貼在倫敦安頓居住。

### 資格與補選
要參選國會議員，往往存在很多資格限制，當中最重要的條件是參選者須年滿21歲，不過，自《選舉行政法令》在2006年生效以後，根據該法令第17章的修訂，參選年齡現已降低至18歲。此外，在《1981年英國國籍法令》通過以後，合資格的參選者必須擁有英國公民、任一英國海外領土公民、愛爾蘭共和國公民或任一英聯邦成員國公民之身份。至於在此法令生效以前，依據《1701年嗣位法令》之規定，則只有英國本土所生的人士具有參選資格，可見舊日的限制更為苛刻。另一方面，任何上議院議員都不可競逐下議院議席，甚至不可以在大選投票，不過他們卻有權在場旁聽下議院辯論。
下議院議員另有若干與破產相關的資格限制。被法庭頒布破產禁制令（Bankruptcy Restrictions Order，僅限英格蘭與威爾斯）、經法庭宣佈破產（僅限北愛爾蘭）、或遭沒收財產（僅限蘇格蘭）之臣民皆不得擁有下議院席位。除此之外，凡精神錯亂者皆沒有資格成為下議院議員。根據《1983年精神健康法令》，假若有一名下議院議員患上精神病，經兩名專家診斷並上報議長後，其所屬議席即可被宣佈懸缺。另外，根據一項由18世紀開始引用的普通法規定，凡聾啞者皆不具資格成為下議院議員；不過，此法在近世已甚少被引用，即使引用亦很大機會被法庭推翻。以前工黨下議院議員傑克·阿什利為例，即使他在1966年當選下議院議員後失聰，但他仍繼續擔任議員達25年之久。
任何人一經被判叛國罪，於服刑期滿之前均不得擁有下議院席位，惟經判決定讞後復得君主赦免者例外。此外，凡被法庭判入獄一年或以上者即喪失資格。另據《1983年人民代表法令》規定，任何人一旦觸犯與選舉有關的罪行，即喪失資格10年。至於根據《1975年下議院喪失資格法令》規定，任何高級司法官員、公務員、軍隊常規成員、外國立法機關成員（愛爾蘭共和國與英聯邦國家之立法機關成員除外），以及數種在法令列出的皇室官員，皆不具成為下議院議員之資格。《1975年下議院喪失資格法令》之出現，使以往的同類型法令得以統合在一起，而值得一提的是，其實《1701年嗣位法令》本身，也早已限制某幾類皇室官員出任下議院議員。然而，雖然政府部長同是皇室的受薪僱員，但他們卻具資格成下議院議員。
一旦當選，國會議員就會一直供職至國會解散為止。不過，如果國會議員逝世或不再符合資格（見資格一段）的話，那其議席就會懸缺。另外，下議院亦有權力開除議員，但這只適用於議員嚴重失職，或議員參與刑事犯罪活動之情況。議員的議席若果出現懸缺，議席所屬選區就會舉行補選，以選出新的議員，而補選所採的選舉方法，則與大選無異。
某幾類皇室官員之所以不可成為下議院議員，是為了規避下議院在1623年，明令下議院議員不可放棄自己的議席之規定。理論上，下議院的議員因為國會的規定，不能以任何理由從下議院辭職。但是，根據《1701年嗣位法案》（Act of Settlement），一個議員一旦出任一些由皇室發放工資的職位，就不可以繼續擔任國會議員的職位。所以，國會議員如果想辭職的話，就會向第二財政大臣（財相）申請擔任沒有工作的名義帶薪王室官職—齊爾滕百戶或諾斯特德莊園皇室管家兼郡副司法長官，而財相按慣例必然批准申請，從而促成議席空缺並遊行補選。

## 編制

### 議長及副議長

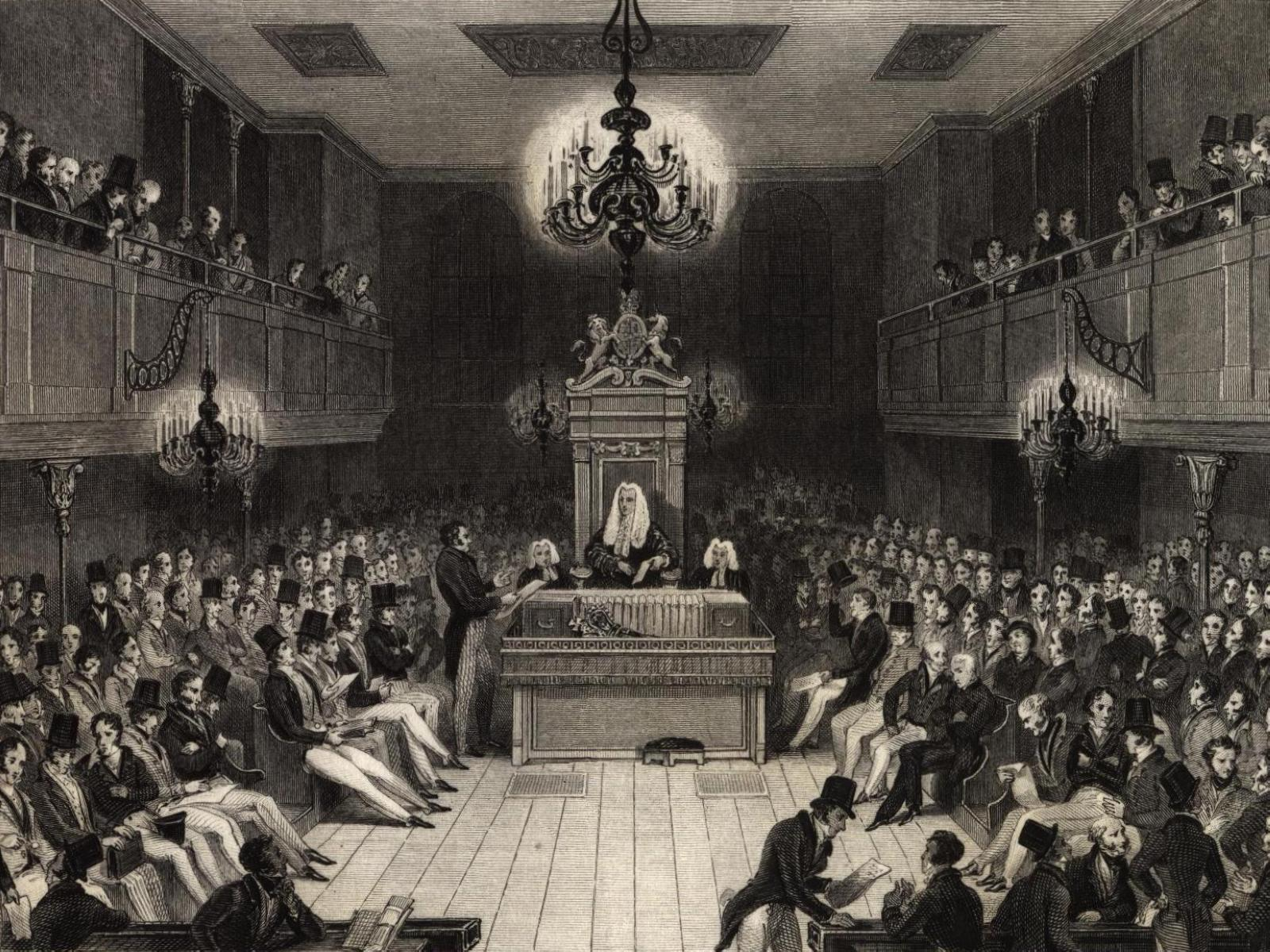
上圖正中間穿黑色禮袍和頭戴假髮者，就是下議院議長。下議院議長主要職責是主持下議院會議。

每當下議院進行會議時，通常會由一名議員主持會議，該人稱為議長（英語：Speaker）。下議院議長是由全體國會議員互相選出的，而一般會在每屆國會開幕或議長一職懸缺時舉行選舉。假如當前議長希望在新一屆國會中續任，只須獲新一屆下議院通過動議，即可留任。如果需要重選，全體議員就要透過無記名投票選出新議長。議長當選後，要得到君主任命方才正式生效，但這種皇家認可現只屬禮節性的慣例。
在議長之下，一共設有3名副議長，當中居首者為籌款委員會主席，其餘兩者則分別是籌款委員會第一副主席和第二副主席。這三個職稱原本來自下議院的籌款委員會，該委員會以往由籌款委員會主席主持，但儘管委員會早已在1967年廢除，但這些傳統職稱卻得到保留，並繼續由下議院的副議長所兼領。另外，議長與副議長皆同時為下議院議員。
在主持會議時，議長會穿上黑色禮袍。原本歷任議長也會戴上假髮，惟前議長貝蒂·布思羅伊德打破了這一傳統後，自此未有議長再度跟隨。在議事廳內，議長在正上方位置有自己專有的席位。按照慣例，議長及副議長都須要保持中立，在會議中不會參與投票（除非出現平票，議長會按照丹尼森議長法則投票），亦不會參加任何政黨活動；議長會永久脫離所屬政黨並維持獨立，副議長則會淡化其與所屬政黨的關係。一般而言，如果議長希望在國會競逐連任，所有主要政黨也會表示尊重而不在其所屬選區派人參選。
在會議進行期間，議長負責控制議程及安排議員發言；就法案辯論而言，議長亦有權篩選修正案。議長亦可以就不遵守會議常規的情況，對相關議員採取紀律行動。如果有議員認為出現違反會議常規的問題，他都可以向議長提出規程問題，然後再由議長決定理據是否成立。此外，議長同時是下議院行政委員會的主席，負責監督下議院的日常運作。相較於與上議院職級相稱的上議院議長，下議院議長顯得更具權力，因為後者有權對違反會議常規的議員作出處分。

### 職員
下議院秘書是該院的首席憲制顧問及行政首長，以及程序與日常事務上的主要顧問。秘書一職並非議員，而是一位常任職員，負責就議事規則及程序相關事宜向議長提供意見。此外，秘書亦負責簽署命令、官方傳票，並批註和簽署法令草案。
秘書同時擔任下議院管理委員會的主席，而該委員會由六名部門首長組成。秘書的副手稱為秘書助理，協助秘書履行其職責。
下議院另一重要職位是警衛官，其職責包括維持下議院範圍內的秩序、安全和規範。警衛官每天會在議長之前將象徵君主及下議院權威的禮節性權杖帶入下議院，並在會議期間將權杖置於議事桌上，以彰顯皇權。
下議院圖書館設有一名館長，負責管理圖書館並為下議院提供所需研究和資訊服務，支持其運作和決策過程。

## 議事程序

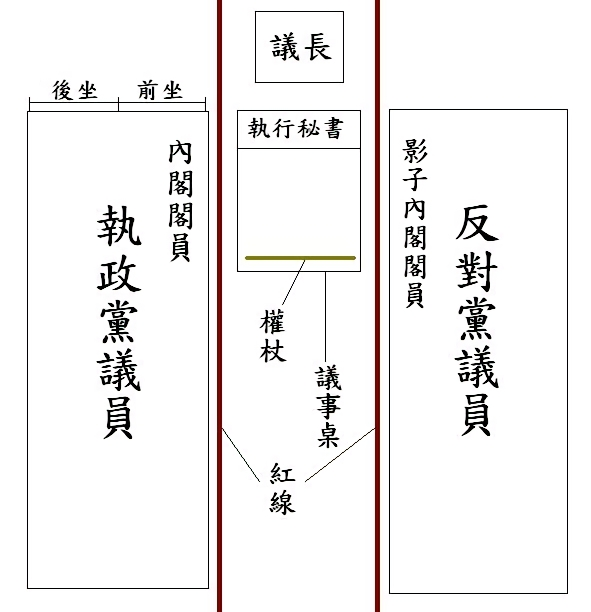
下議院議事廳平面圖。

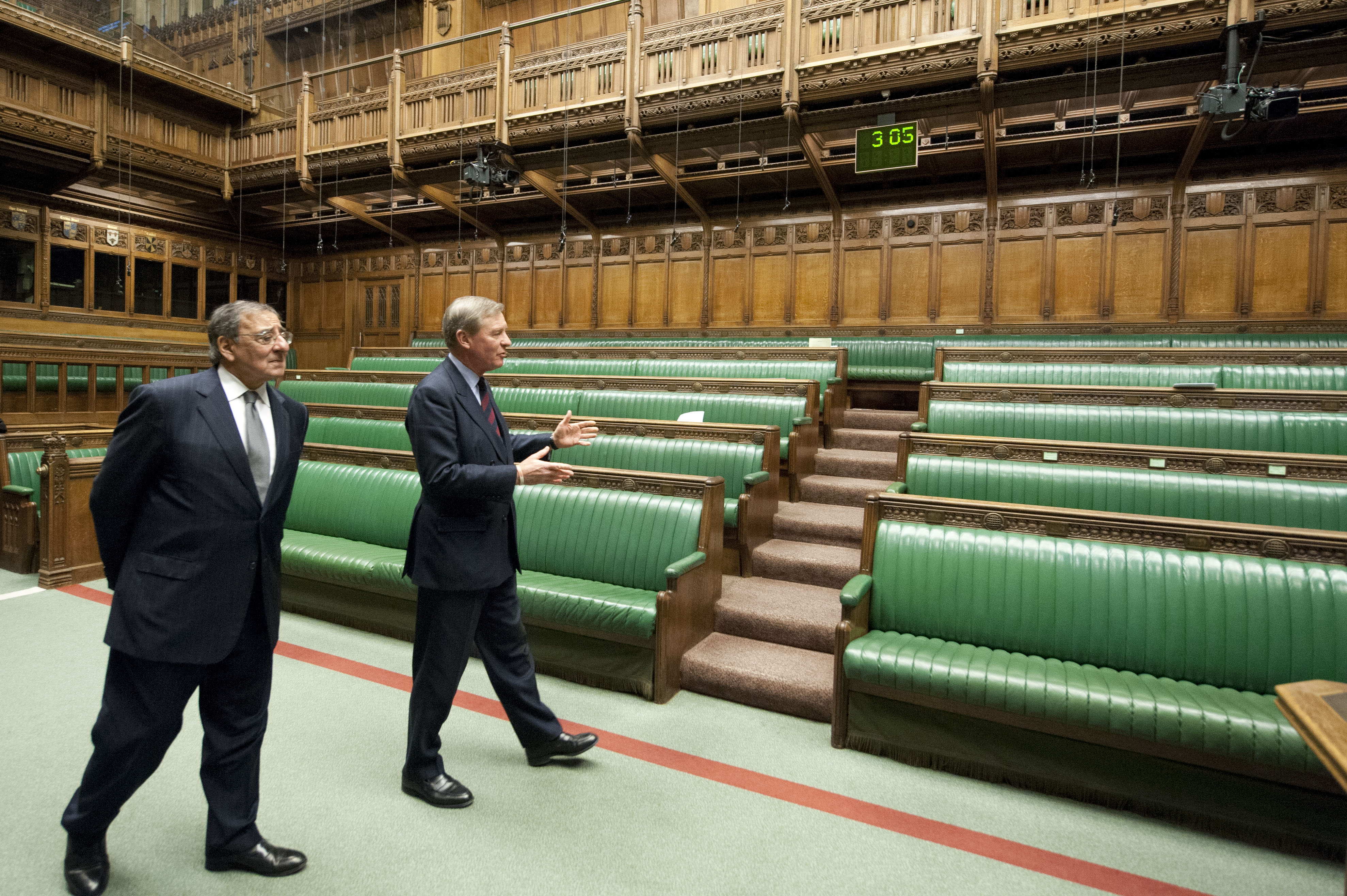
下議院議事廳以綠色為主調，相反上議院議事廳則以紅色為主調。武裝部隊國務大臣（Minister of State for the Armed Forces）安德魯·羅巴森（Andrew Robathan，右）陪同美國國防部部長莱昂·帕内塔（Leon Panetta，左）訪問聯合王國時參訪下議院。2013年1月18日。

和上議院一樣，下議院同樣在倫敦西敏宮召開會議；不過相較之下，上議院議事廳的裝潢富麗堂皇，而下議院議事廳的面積卻要比上議院的小，而且裝飾也要樸實得多。此外，上院以紅色為主調，而下議院則以綠色為主調。聖士提反禮拜堂原本是下議院的議事廳，但1834年的一場大火將之燒毀，故現今的下議院議事廳乃於禮拜堂原址重建而成。現時下議院議事廳的設計，大抵上仿照原聖士提反禮拜堂之佈局；議事廳兩邊各置有數排座椅，中軸的地方則騰出了一條通道。議長的座席位於中軸線的一端，在其座位正前方，則是下議院之議事桌，而桌面在會議進行時會放上權杖。下議院的執行秘書會坐在議事桌靠向議長的一方，以便在會議進行時向議長提供意見。議長議席右方的座椅，是執政黨議員的議席，而左方的則由反對黨議員佔有。
在議事廳左、右兩方座椅前的地毯上，各畫有一條紅線，而兩條紅線之間的距離大約等同於兩把寶劍的長度。在昔日，議員辯論時是不可跨越紅線的，因為兩派議員一旦踏過紅線範圍，那就表示他們可以在該範圍內決鬥。至於各方紅線後的第一排坐椅，通稱為「前座坐椅」，是政府官員與反對黨主要領袖（即「前座議員」）坐的位置。至於餘下的「後座坐椅」則是其他國會議員（即「後座議員」）所坐的地方。有趣的是，下議院議事廳只有427個座位，但議員總數卻合共650人（包括不會出席會議的新芬黨和蘇格蘭民族黨等議員），並不能安置所有議員。因此，如果有議員遲到，而議事廳又滿座的話，那他就只好站在議事廳的入口處，繼續參與會議。現時下議院逢星期一至星期四都會在議事廳召開會議，但有時在星期五也會有會議；當國家遇上危機的時候，下議院甚至會在假日召開會議。
自國會在1999年改革以後，下議院現在也會用西敏宮內西敏堂的一部份（即前「大委員會室」）作為會議場地。不過在西敏堂舉行的會議，議題一般較不具爭議性，而且多與黨派的利益無關，至於任何都須要透過投票解決的會議，則一定要在議事廳內進行。現今每逢星期二、星期三和星期四，西敏堂都會召開會議，不過星期二與星期三的會議則因為橫跨午飯時間，故會議又分作上、下午兩段。另外，假如下議院有其他會議同時進行的話，那西敏堂的會議通常都會取消。
下議院的會議一般都向公眾開放，但下議院卻可以投票的方式進行閉門會議（惟此情況自1950年以來僅發生過兩次）。傳統上，如果有議員希望會議閉門進行，他只須要提出「有不懷好意的陌生人在場」，那麼下議院議員就會進行簡單的多數投票，以決定是否進行閉門會議。在昔日，由於下議院與君主的關係並不如今日的和洽，所以議員往往便用此手段將會議保密。可是，由於此法則後來被人濫用，借意拖延或打斷會議，所以這種簡便的閉門會議程序終在1998年廢除；自此以後，如果議員希望進行閉門會議，就要透過正式的動議程序達成。現時下議院的辯論都由BBC負責以電台與電視廣播，而會議過程正式紀錄則是下議院辯論的文字紀錄。
由於下議院的會議是向外開放的，所以會議遭人打斷的事件時有發生。而最常見的則是示威者從樓座拋擲物件到議事廳內。至於示威者拋擲的物件可謂五花百門，當中計有宣傳單張、糞肥、麵粉以至於催淚氣體等等。此外，下議院議員亦曾經因故打斷會議，當中較著名的事例，要算時任保守黨下議院議員夏舜霆在1976年一場激烈的辯論中奪取並揮舞權杖，以致會議被迫打斷。不過，並不只有示威者和議員才會打斷會議，歷史上君主也曾使下議院會議被打斷。其中，在1642年的時候，英皇查理一世就曾率兵到下議院議事廳，以叛國罪的罪名捉拿5名屬於反保皇黨的下議院議員。然而，查理一世的做法被後世視為嚴重損害議會的權力，而自此君主避免涉足於下議院議事廳之舉，亦成為一項傳統。
國會每年都會召開國會開議大典，以象徵新一年的國會正式召開。國會開議大典在上議院議事廳舉行，君主屆時會在兩院議員齊集下，發表演說，勾劃政府施政事宜。在儀式開幕時，身在上院供職的黑杖傳令官會到下議院議事廳宣召下議院議員到上院議事廳。不過在他宣召前，下議院議事廳大門會緊緊閉上，以象徵下議院議事不得外人干涉。這時，黑杖傳令官會用他手上的黑杖敲打議事廳大門三次，接著大門就會為他而啟。黑杖傳令官進入議事廳後，就會即向一眾下議院議員宣告君主已經等候接見。下議院議員然後就會移步上議院議事廳，以恭聽一年一度的英皇致辭。不過，對於新芬黨或支持廢除君主制的下議院議員而言，他們每年都會選擇抵制國會開議大典。

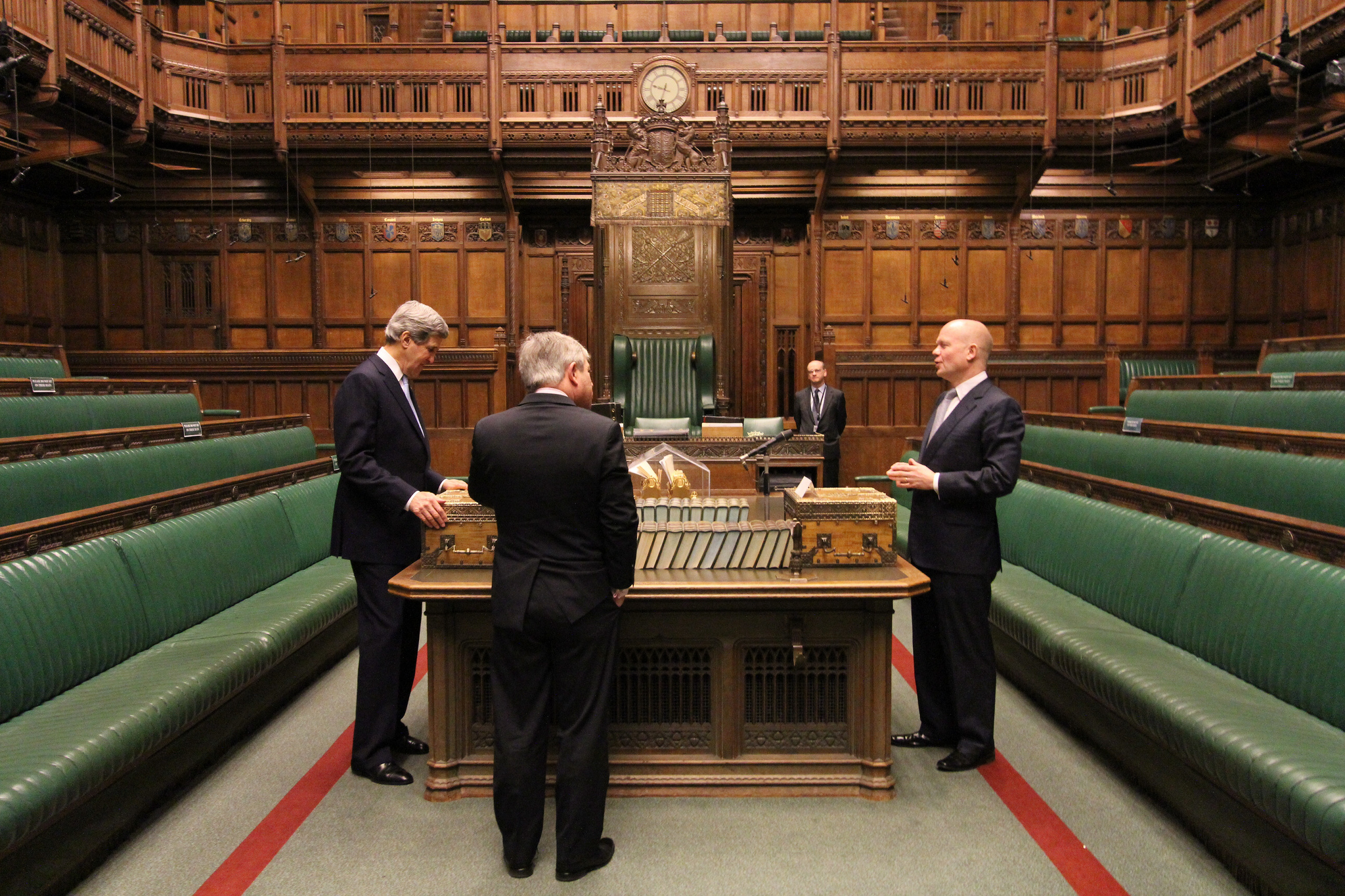
下議院議長約翰·伯考（中）與外交及國協事務大臣威廉·海格（右）陪同美國國務卿約翰·凱瑞（左）訪問聯合王國時參訪下議院。2013年2月25日。

在下議院辯論時，所有議員在發言前必先徵得議長許可（如議長不在，則須徵得副議長許可），而傳統上，議長會梅花間竹地，讓執政黨和反對黨的議員輪流發言。此外，首相、反對黨領袖與其他黨派的黨魁在有多於一名議員要求發言的時候，都有權優先發言；而以往兼領樞密院顧問官頭銜的人士也有優先發言權，但其權利已在1998年的改革中被廢止。
議員在發言前，必先呼出主持會議者之稱謂，而稱謂則因應主持者的身份而異。惟稱謂則離不開「議長先生」、「議長女士」、「副議長先生」和「副議長女士」這幾個，而只有主持會議者才有權直接發言。傳統上，議員與議員間並不會直接以名稱稱呼，而是以議員的選區作稱呼；對一般的議員而言，稱呼的法則為「某某選區的議員閣下」，至於對兼領樞密院顧問官銜的議員，稱呼的法則為「某某選區的尊貴議員閣下」。在會議中，議長負起執行會議常規之責，並可對違反常規的議員加以警告或懲處。如果有人無視議長給予的指示，這將被視為嚴重破壞會議常規，並極可能被逐離下議院議事廳。在情況嚴重失控下，議長更有權在無須投票的情況逕自宣佈中止會議。
根據會議常規，下議院沒有限制議員的辯論時間。惟若果有議員持續地作出沉悶而重複，與議題毫不相干的發言的話，那議長就有權終止其發言。儘管會議常規沒有限下辯論時間，但黨派之間其實經常就辯論的時限訂下非正式的協議，他們透過提出「時間分配動議」（又稱「斷頭台動議」），往往就可以使辯論提早結束。不過，議長有時卻會對動議作出拒絕，以保護議會內少數派的發言權利。今時今日，下議院在辯論前多會制定時間表動議，好讓在各方的共識下，各項辯論都可以按時進行，自這種做法出現後，「斷頭台動議」現已日益罕見。
每當一場辯論完結，或遭提早結束的時候，所辯論的動議就會進入投票階段。首先，議員會先進行口頭表決，方法是由議長或副議長再次提出動議，然後再由眾議員以口頭回答「滿意」（Aye）或「反對」（No）。口頭表決完成後，會議主持者就會宣布結果。然而，若有任何一位議員對結果提出質疑，那就要進行書面投票（會議主持者若認為口頭表決的結果十分清楚，那他就可以否決進行書面投票的要求）。一旦進行書面投票，議員就要前往位於議事廳外的「滿意廳」或「反對廳」，才可作出投票。在那裡，議員的名字會被執行秘書記錄下來，而每一個廳亦分別有兩名議員兼任計票員（Teller）。
當書面投票有結果後，計票員就會把結果告知會議主持者，再由會議主持者宣告結果。如果計票結果是一半一半的話，那就要由議長或副議長投下決定票。傳統上，由於計票結果是一半一半，這代表動議沒有得到明顯多數人的支持，所以決定票一般都會投予反對的一方，以便動議或草案得到更進一步的討論。不過時任議長柏爾勤指出，如果平手發生在二讀辯論表決，為了讓議案得更充份在議會中辯論，議長應該投贊成票。不過，在某些特殊情況下，投票結果仍有機會到最後維持打成平手，不過此情況卻非常罕見，對上一次的同類事件發生在2019年，但更遠的已在1993年7月發生。另外，按規定，下議院投票時要有最少40名議員參與，若果投票人數低於40人的話，那投票就會被裁定無效。
在昔日，如果有議員在進行書面表決時，發現有人違反會議常規，而希望提出的話，那他就需要戴上帽子，以代表他未有參與場內的辯論。為了這種原因，下議院曾放置了些可摺疊的大禮帽供議員使用。惟歷經1998年的改革後，這種舊例已被廢止。
其實即使有投票，投票的結果往往在投票前已大概猜得到，這是因為政黨通常都會指示其黨員應投甚麼票。在議會中，各黨派都會委派一些議員兼任黨鞭，以負責使同黨派的議員依從所屬政黨的意願投票。至於議員本身一般也不會違抗黨鞭的指示，因為違反投票指示，隨時會使他們失去將來在黨內出任要職高位的機會。對於一些違反黨指示投票的議員而言，他們更有機會在下次選舉失去該黨之官方候選人身份，更甚者更可能在投票完結後遭直接開除出黨。另一方面，如果政府官員、初級部長或國會私人秘書違反黨鞭的指示，那他們也有可能會失去這份兼領差事。因此，儘管「後座叛亂」時有發生，但大抵而言，國會議員的獨立性是低的。當然，如果投票的事宜牽涉到議員所屬選區利益的話，那麼他投的票與所屬政黨出現偏差也是無可厚非的。有些時候，政黨也會呼籲議員投「自由票」，讓議員依其意願投票，這在有關墮胎、死刑和同性婚姻一類具爭議性的社會議題上，尤其常見。

## 委員會制度
英國國會內設有大量的委員會，這些委員會各有司職，而其中最常見的職責是去對草案作出檢討。委員會一般會對一條草案作出詳細的檢討，有些時候還會作出修訂。對於一些涉及憲制根本，或是財政措施的草案，更加會交予由全個下議院組成的委員會審閱。這類委員會一般不由議長主持，而是由籌款委員會的主席或副主席主持，而其會議則在下議院議事廳進行。
在2006年以前，下議院絕大部份的草案都會送交常務委員會，每個常務委員會通常由16至50名不等的議員組成。而每一個常務委員會的成員名單，則往往可以反映一政黨在下議院的地位與重要性。雖然「常務」一詞似有常任的性質，但事實上常務委員會委員都是不常任的，每每有新的草案呈送委員會，委員會就要重新選拔議員。下議院從來沒有限制常務委員會的數量，惟按慣例通常只有10個常務委員會同時存在。在一些較罕見的情況下，下議院還會設立特別常務委員會。特別常務委員會與常務委員會的運作法則大同小異，但特別常務委員會卻可以為所審視的草案召開聽證會和作出調查。在2006年11月起，常務委員會已更名公共草案委員會。
另一方面，下議院還有數個部門專責委員會。一如常務委員會，這些委員會的組成也可以大概反映出政黨在下議院的實力。每個部門專責委員會都有自己的主席，並由委員會委員互選產生。部門專責委員會的主要職責，是去檢視與調查某一政府部門的活動。為了達到這一目的，部門專責委員會更有權召開聽證會和搜集證據。法令有時也會送交部門專責委員會，但這種情況非常罕見。
除了部門專責委員會外，下議院還有另一種專責委員會，稱為院內委員會（Domestic Committee），院內委員會負責監督下議院的行政運作，以及提供予議員們的服務。此外，下議院其他的委員會還計有聯合委員會（成員同時包括上院議員的委員會）、標準與利益委員會（處理有關國會利益，與及關係到議員操守之事務）和遴選委員會（負責遴選各委員會之委員）等等。

## 政治派系
以下為英國下議院的當前議席分布：
| 所屬政黨 | 所屬政黨       | 議員數目 |
|          | 工黨           | 404      |
|          | 保守黨         | 121      |
|          | 自由民主黨     | 72       |
|          | 蘇格蘭民族黨   | 9        |
|          | 新芬黨         | 7        |
|          | 民主统一党     | 5        |
|          | 英國改革黨     | 4        |
|          | 綠黨           | 4        |
|          | 威爾斯黨       | 4        |
|          | 社会民主工党   | 2        |
|          | 聯盟黨         | 1        |
|          | 傳統統一之聲   | 1        |
|          | 阿爾斯特統一黨 | 1        |
|          | 獨立議員       | 14       |
|          | 議長           | 1        |
| 總數     | 總數           | 650      |
| 投票總數 | 投票總數       | 639      |
| 有效多數 | 有效多數       | 320      |

备注
- 「投票總數」指可實際參與投票的議員總數，不包括：議長、3名副議長、7名棄權議員（新芬黨），以及任何停職議員及懸空議席
- 「有效多數」即達到實際參與投票議員總數的绝对多数門檻。

## 注腳

### 引用
1. ↑  Lonergan, Aidan. . The Irish Post. 2017-06-09  [2019-02-22]. （原始内容存档于2018-01-21）.
2. ↑  . Parliament.uk.   [2014-04-08]. （原始内容存档于2014-03-25）.
3. ↑  .   [2014-03-30]. （原始内容存档于2015-09-11） （英语）. The Government minister, spokesperson or MP responsible for the Bill opens the second reading debate. The official Opposition spokesperson responds with their views on the Bill. The debate continues with other Opposition parties and backbench MPs giving their opinions. At the end of the debate, the Commons decides whether the Bill should be given its second reading by voting, meaning it can proceed to the next stage. It is possible for a Bill to have a second reading with no debate - as long as MPs agree to its progress.
4. ↑  Eric Taylor. . Harmondsworth: Penguin. 1971. ISBN 0140202579 （英语）.
5. ↑  . 英國國會.   [2024-11-16]. （原始内容存档于2024-06-02） （英国英语）.
6. ↑  . UK Parliament. （原始内容存档于2020-11-19） （英语）.

## 外部連結
- 國會檔案館 （页面存档备份，存于），含下議院歷史紀錄
- 《國會A至Z》 （页面存档备份，存于），由BBC於2005年製作
- 特別報告：下議院 （页面存档备份，存于），《衛報》於2005年
- 英國國會下議院官方網站
- 尋找你的下議院議員
- 國會直播電視 （页面存档备份，存于）